# You'll See
You'll See is een nummer van de Amerikaanse zangeres Madonna uit 1995. Het verscheen als een van de nieuwe nummers op haar compilatiealbum Something to Remember, en was de eerste single van dat album.
Op de B-kant van het nummer staat een Spaanstalige versie genaamd "Véras". Het nummer bestormde wereldwijd de hitlijsten. In de Amerikaanse Billboard Hot 100 haalde het de 6e positie. In de Nederlandse Top 40 haalde het nummer een bescheiden 15e positie, en in de Vlaamse Ultratop 50 wist het niet verder te komen dan de 45e positie.